# Anton Lopatin
Anton Ivanovich Lopatin (Антон Иванович Лопатин) (Dorf Kamenka, Óblast de Brest el 18 de enero de 1897 - Moscú, el  9 de abril de 1965) Fue un militar de la Unión Soviética, general durante la Segunda Guerra Mundial, y Héroe de la Unión Soviética.

## Carrera militar
Lopatin comenzó su servicio en el Ejército Rojo en 1918, participando en la Guerra Civil Rusa.
En 1937 fue nombrado comandante de una división de caballería, en 1940 se le confió sucesivamente el mando del XXXI y luego del VI Cuerpo de Fusileros.

## La Segunda Guerra Mundial
Al momento de comenzar la Gran Guerra Patriótica ostentaba el rango de Mayor General, mientras estaba al mando del 37.º ejército. Luego se le entregó el mando del 9.º Ejército (junio de 1942), siendo ascendido a Teniente General en el transcurso del año, y después trasladado al mando el 62.º Ejército (agosto de 1942).
En septiembre de 1942, durante la Batalla de Stalingrado debió ceder el mando del 62.º ejército que defendía la ciudad al general Vassili Chuikov, al ser acusado de cobardía ante el enemigo.
Posteriormente comandó el 34.º ejército (octubre de 1942), el 11.º ejército (marzo-julio de 1943), y 20.º Ejército (septiembre-octubre de 1943). Entre enero y julio de 1944 Lopatin sirvió como comandante adjunto del 43.º ejército, y desde julio de 1944 como Comandante del 13.º Cuerpo de Guardias, en el 1.º Frente Báltico y 3.º Frente Bielorruso.
Anton Lopatin fue galardonado con tres Órdenes de Lenin, tres Órdenes de la Bandera Roja, dos Órdenes de Kutuzov de 1.ª clase, una Orden de la Estrella Roja, y numerosas medallas. En 1945 fue nombrado Héroe de la Unión Soviética.
Después de la guerra Lopatin ocupó puestos de alto rango en varios distritos militares, hasta su retiro en 1954.
Se encuentra enterrado en la fila 20 de la parcela 6 (участок) en el Cementerio Novodévichi junto con su mujer.